# Daubeuf-près-Vatteville
Daubeuf-près-Vatteville is een gemeente in het Franse departement Eure (regio Normandië) en telt 425 inwoners (1999). De plaats maakt deel uit van het arrondissement Les Andelys.

## Geografie
De oppervlakte van Daubeuf-près-Vatteville bedraagt 11,2 km², de bevolkingsdichtheid is 37,9 inwoners per km².
De onderstaande kaart toont de ligging van Daubeuf-près-Vatteville met de belangrijkste infrastructuur en aangrenzende gemeenten.

## Demografie
Onderstaande figuur toont het verloop van het inwonertal (bron: INSEE-tellingen).